# Niall Mac Aodh
Niall Mac Aodh [ˈnʲiəl makˈeː] (* Ende des 11. Jahrhunderts in Irland; † 1139 in Armagh) war für kurze Zeit umstrittener Nachfolger des Patrick in Armagh im Jahr 1134.
Niall war ein jüngerer Bruder von Cellach Mac Aodh und gehörte daher der Familie Clann Sínaich an, die seit dem 10. Jahrhundert die Kontrolle über die Kirche von Armagh ausübte und das Amt des Nachfolgers von Patrick nach irischem Recht innerhalb der Familie weitervererbte. Als sein Cousin und Vorgänger Muirchertach Mac Domnall am 17. September 1134 verstarb, wurde Niall als Laie zum Nachfolger gewählt. Dies geschah im Einklang mit den im irischen Recht verankerten Traditionen und gleichzeitig im heftigen Widerspruch zu der Reformbewegung in der irischen Kirche, die bereits 1132 Malachias zum Erzbischof von Armagh ernannt hatte.
Zuvor führte das Schisma zwischen irischer Tradition und Reformbewegung nicht zum offenen Konflikt, da Malachias sich zwar in seiner Diözese aufhielt, aber den Besuch des Bischofssitzes vermied. Nachdem er dies zwei Jahre lang durchgehalten hatte, ging er diesmal der Auseinandersetzung nicht aus dem Wege. Bernhard von Clairvaux berichtet hierzu in seiner Hagiographie über Malachias, dass es zu einer Verschwörung unter der Anführung von Eoghain von Tulach Og gegen Malachias kam, mit dem Ziel, ihn und seine Anhänger umzubringen. Zwar erfuhr Malachias davon, blieb jedoch in einer Kirche und betete. Weiter führt Bernhard aus, dass ein Gewitter aufzog und durch einen Blitzschlag vier der Angreifer einschließlich des Anführers umkamen. Interessanterweise wird diese uns von Bernhard überlieferte Geschichte von den Annalen von Tigernach unterstützt, die sogar von zwölf Toten berichten und ebenfalls den Zusammenhang zwischen der Verschwörung und dem Unglück herstellen.
Dieses Ereignis bewog Niall, 1134 Armagh unter Mitnahme der zum Nachfolger Patricks gehörenden Reliquien zu verlassen. Darunter befanden sich der Bachall-Isa (Stab Jesu) und das besonders ausgeschmückte Book of Armagh. Ob Niall die Reliquien nur Malachias entziehen wollte oder entsprechend den Schilderungen Bernhards nutzte, um Unterstützung außerhalb von Armagh zu gewinnen, bleibt offen. Gemäß den Annalen der vier Meister wurde zumindest der Bachall-Isa danach von Flann Ua Sínaich in Verwahrung genommen. Nach dem Tode von Flann Ua Sínaich im darauffolgenden Jahr ergab sich am 7. Juli 1135 die Gelegenheit für Malachias, den Bachall-Isa vom Clann Sínaich zurückzukaufen.
Letztlich bleiben uns aber die Chroniken die genaue Antwort darauf schuldig, wie sich das Machtverhältnis zu Gunsten von Malachias verschob. Aubrey Gwynn hält es für plausibel, dass
Donnchad Ua Cerbaill, der König von Airgialla, Malachias zu Hilfe kam und damit den Konflikt entschied.
Niall verstarb nur wenige Jahre später im Jahr 1139 und wird in den Annalen der vier Meister für sein Leben in intensiver Buße gewürdigt.

## Sekundärliteratur
- Ailbe J. Luddy, Life of St. Malachy 1930. M.H.Gill and Son, Ltd. Ein Nachdruck wurde von Llanerch Publishers 1994 herausgegeben. ISBN 1-8978-5343-2
- Aubrey Gwynn, The Irish Church in the Eleventh and Twelfth Centuries 1992. ISBN 1-85182-095-7

| Vorgänger                | Amt                         | Nachfolger |
| ------------------------ | --------------------------- | ---------- |
| Muirchertach Mac Domnall | Nachfolger von Patrick 1134 | Malachias  |

| Personendaten    | Personendaten                               |
| ---------------- | ------------------------------------------- |
| NAME             | Niall Mac Aodh                              |
| ALTERNATIVNAMEN  | Nigellus (lateinisch); Nigel (deutsch)      |
| KURZBESCHREIBUNG | Nachfolger des Patrick von Irland in Armagh |
| GEBURTSDATUM     | 11. Jahrhundert                             |
| STERBEDATUM      | 1139                                        |
| STERBEORT        | Armagh                                      |